# Anna Maria Ristell
Anna Maria Ristell, ursprungligen Anna Maria Grubb, död 16 april 1716, var en svensk sångerska, hovsångerska och diskantist vid Hovkapellet. 
Ristell finns bekräftad som orankad diskantist i Hovkapellet år 1714. Hon var gift med hovets dansmästare Israel Ristell och farmor till Adolf Fredrik Ristell. Hon är en av endast två kvinnor som finns bekräftade som hovkapellister innan båda könen officiellt tilläts bli medlemmar i hovkapellet i oktober 1726.    